# Benjamin Woodgates
Benjamin Woodgates (* 1986 im Vereinigten Königreich) ist ein preisgekrönter britischer Komponist, Dirigent und Arrangeur, dessen Werk Film, Theater, Installation, Konzertwerke und interaktive Medien umfasst.

## Leben und Karriere
Der 1986 geborene Benjamin Woodgates begann sein musikalisches Leben als Chorknabe an der Kathedrale von Chichester. 2004 erhielt er ein Orgelstipendium am Corpus Christi College in Oxford. Woodgates studierte Komposition für Bildschirm bei Vasco Hexel am Royal College of Music. Seit seinem Umzug von New Forest nach London im Jahr 2010 hat Benjamin Woodgates eine Reihe von Auszeichnungen für seine Musik für Film, Fernsehen, Videospiele und Theater erhalten. Woodgates arbeitet darüber hinaus auch als Musikredakteur bei Schott Music und komponiert des Weiteren auch Konzertmusik. Neben verschiedenen Kurzfilmen komponierte er 2020 die Filmmusik für Euros Lyns Sportlerdrama Dream Horse mit Toni Collette und Damian Lewis. Neben seiner Komponistentätigkeit für den Film ist Benjamin Woodgates auch als Dirigent und Arrangeur gefragt, so arbeitete er als Orchestrator unter anderem für Kinofilme wie Mission: Impossible – Fallout, Spider-Man: A New Universe oder Being the Ricardos, ferner für populäre Serien wie Atlantis, Vanity Fair, Victoria, Der dunkle Kristall: Ära des Widerstands, Landscapers oder The Afterparty.
Benjamin Woodgates ist Absolvent der Oxford University, des Royal College of Music und des ASCAP Film Scoring Workshop. Er wird von Leland Originals vertreten. Zu seinen Auftragsarbeiten gehören der Choir of St Paul’s Cathedral und das WDR Rundfunkorchester Köln; darüber hinaus gab es Zusammenarbeiten mit der Opera North, Abel Selaocoe, dem Boston Pops Orchestra und dem Philharmonia Orchestra.

## Filmografie (Auswahl)

### Kino
- 2020: Dream Horse

### Kurzfilm
- 2014: The Longest Drive
- 2018: Selsey Bill
- 2021: Swallow Your Dreams